# Nacionálněsocialistický black metal
Nacionálně socialistický black metal (zkratka NSBM) je black metal, který podporuje nacistické názory prostřednictvím svých textů. Tyto názory často propagují: rasový separatismus, antisemitismus a nacistické interpretace pohanství nebo satanismu (nacistický mysticismus). Podle Mattias Gardell, NSBM hudebníci viz "národní socialismus jako logické rozšíření politického a duchovního nesouhlasu tkvící v black metalu".[zdroj⁠?!]